# Goldenes Kalb (Filmpreis)/Beste Schauspielleistung in einem Fernsehdrama
Das Goldene Kalb für die beste Schauspielleistung in einem Fernsehdrama (Gouden Kalf voor de beste acteerprestatie in een televisiedrama) honorierte beim  Niederländischen Filmfestival die beste Leistung eines Schauspielers oder einer Schauspielerin in einem Fernsehdrama. Die Auszeichnung wurde erstmals im Jahr 1994 verliehen. Von 1998 bis zum Ende der Verleihung, 2001, gab es zwei Preise für Schauspieler und Schauspielerinnen getrennt. Über die Vergabe des Preises stimmte eine Wettbewerbsjury ab.

## Preisträger

### Beste Schauspielleistung in einem Fernsehdrama
| Jahr | Preisträger       | Film                                                         | Deutscher Verleihtitel |
| ---- | ----------------- | ------------------------------------------------------------ | ---------------------- |
| 1994 | Jack Wouterse     | En Route                                                     |                        |
| 1995 | Huub Stapel       | De Partizanen                                                |                        |
| 1996 | Eric van der Donk | De langste reis                                              |                        |
| 1997 | Gilles Biesheuvel | Goede daden bij daglicht - That’s no Way to Kill your Mother |                        |

### Bester Schauspieler in einem Fernsehdrama
| Jahr | Preisträger              | Film                  | Deutscher Verleihtitel |
| ---- | ------------------------ | --------------------- | ---------------------- |
| 1998 | Gijs Scholten van Aschat | Oud geld              |                        |
| 1999 | Jack Wouterse            | Suzy Q                | Suzy Q                 |
| 2000 | Kees Prins               | Bij ons in de Jordaan |                        |
| 2001 | Pierre Bokma             | Belager               |                        |

### Beste Schauspielerin in einem Fernsehdrama
| Jahr | Preisträger        | Film                | Deutscher Verleihtitel |
| ---- | ------------------ | ------------------- | ---------------------- |
| 1998 | Saskia Temmink     | Oud geld            |                        |
| 1999 | Carice van Houten  | Suzy Q              | Suzy Q                 |
| 2000 | Will van Kralingen | Storm in mijn hoofd |                        |
| 2001 | Joan Nederlof      | Hertenkamp          |                        |